# Vila Seca (Condeixa-a-Nova)
Vila Seca é uma povoação portuguesa do Município de Condeixa-a-Nova que foi sede da extinta Freguesia de Vila Seca, freguesia que tinha 12,5 km² de área e 876 habitantes (2011), e, por isso, uma densidade populacional de 70,1 hab/km².
A Freguesia de Vila Seca foi extinta em 2013, no âmbito de uma reforma administrativa nacional, tendo sido agregada à Freguesia de Bem da Fé, para formar uma nova freguesia denominada União das Freguesias de Vila Seca e Bem da Fé da qual é a sede.
Antigamente chamada de São Pedro de Vila Seca, em 1649, era um pequeno concelho do termo de Coimbra.

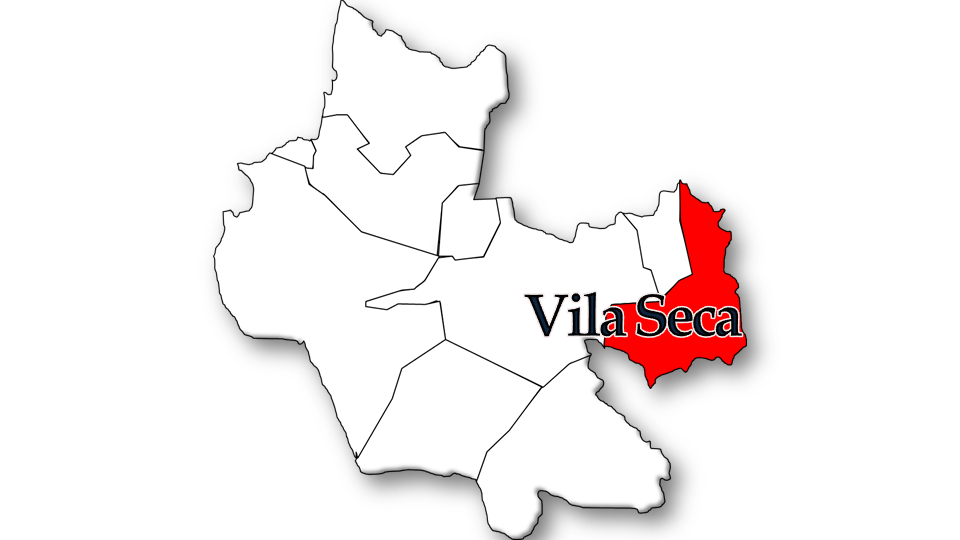
Localização no Município de Condeixa-a-Nova

## População

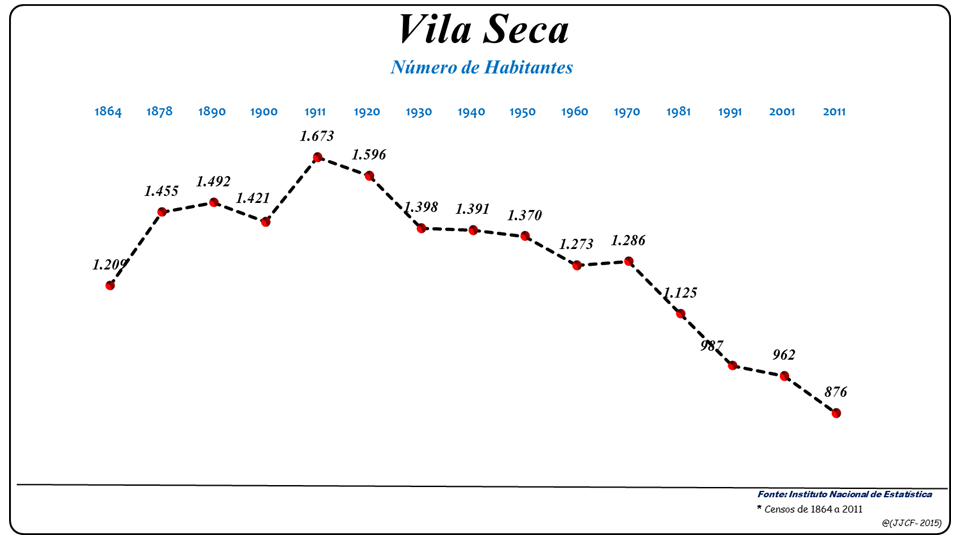
Evolução da População (1864 / 2011)

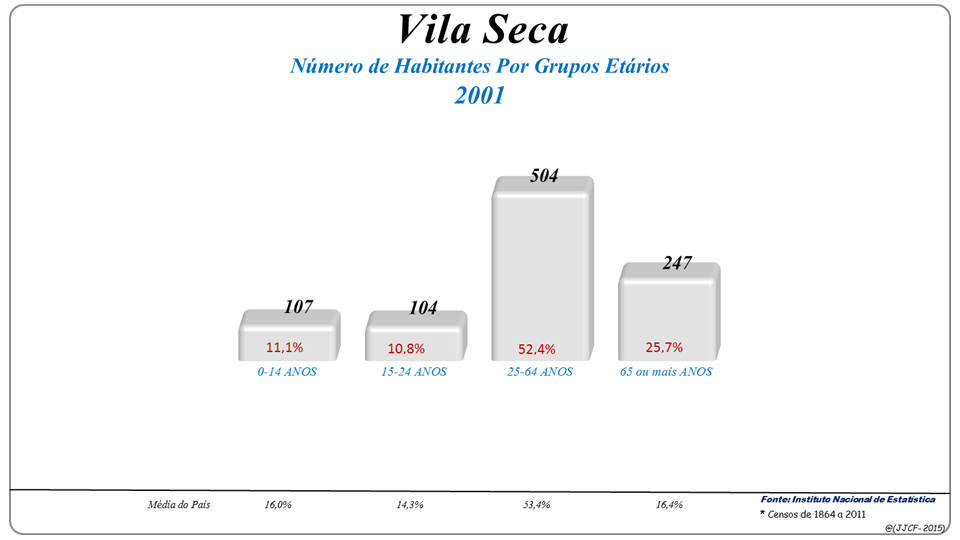
Grupos Etários (2001 e 2011)

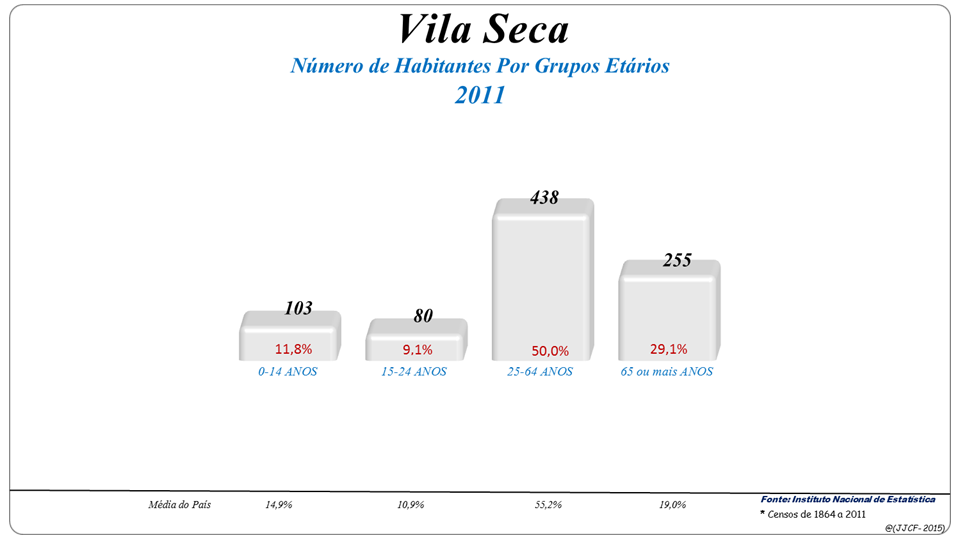
Grupos Etários (2001 e 2011)

| População da freguesia de Vila Seca | População da freguesia de Vila Seca | População da freguesia de Vila Seca | População da freguesia de Vila Seca | População da freguesia de Vila Seca | População da freguesia de Vila Seca | População da freguesia de Vila Seca | População da freguesia de Vila Seca | População da freguesia de Vila Seca | População da freguesia de Vila Seca | População da freguesia de Vila Seca | População da freguesia de Vila Seca | População da freguesia de Vila Seca | População da freguesia de Vila Seca | População da freguesia de Vila Seca |
| ----------------------------------- | ----------------------------------- | ----------------------------------- | ----------------------------------- | ----------------------------------- | ----------------------------------- | ----------------------------------- | ----------------------------------- | ----------------------------------- | ----------------------------------- | ----------------------------------- | ----------------------------------- | ----------------------------------- | ----------------------------------- | ----------------------------------- |
| 1864                                | 1878                                | 1890                                | 1900                                | 1911                                | 1920                                | 1930                                | 1940                                | 1950                                | 1960                                | 1970                                | 1981                                | 1991                                | 2001                                | 2011                                |
| 1 209                               | 1 455                               | 1 492                               | 1 421                               | 1 673                               | 1 596                               | 1 398                               | 1 391                               | 1 370                               | 1 273                               | 1 286                               | 1 125                               | 987                                 | 962                                 | 876                                 |

## Geografia
- Região: Beira Litoral
- Distrito: Coimba
- Concelho: Condeixa-a-Nova·

### Confrontações
- Norte: Com as povoações de Almalaguês, Assafarge e Cernache (todas do concelho de Coimbra).
- Nascente: Com Almalaguês (concelho de Coimbra) e Lamas (concelho de Miranda do Corvo).
- Sul: Com a freguesia de Podentes (concelho de Penela)
- Poente: Com Bem da Fé e Condeixa-a-Velha.

## Gastronomia
- Chanfana
- Escarapiada (doce)
- Arroz-doce

## Personalidades
- Joaquim dos Santos e Silva
- Marisa Matias